# Orange Walk FC
El Orange Walk FC es un equipo de fútbol de Belice que juega en la Liga Premier de Belice, la primera división de fútbol en el país.

## Historia
Fue fundado el 21 de junio de 2016 en la ciudad de Orange Walk Town, del distrito de Orange Walk por la necesidad de la ciudad de tener a un representante en la Liga Premier de Belice y en general, de un equipo en la máxima categoría luego de las participaciones del Juventus en años anteriores.
El club hace su debut oficial en la liga en la temporada 2016/17, la cual abandonó por problemas financieros.